# Rue des Vignerons
La rue des Vignerons est une voie de la commune française de Colmar.

## Situation et accès
Cette voie de circulation, d'une longueur de 70 m, se trouve dans le quartier centre.
On y accède par les rues des Écoles, de la Montagne-Verte et des Tanneurs.
Cette voie n'est pas desservie par les bus de la TRACE.

## Bâtiments remarquables et lieux de mémoire
La rue des Vignerons permet d'accéder au marché couvert par l'un des deux côtés accessibles aux usagers ainsi qu'à une partie des bâtiments du collège Victor Hugo.